# 思孝
思孝，辽朝僧人，本郎姓。
思孝早年舉進士第，更任郡縣，一日厭棄塵俗，出家为僧。遼興宗時，给他赐號崇祿大夫、守司空、輔國大師。上章表，名而不称臣。应召为興宗和诗：“為愧荒疏不敢吟，不吟恐忤帝王心。本吟出世不吟意，以此來批見過深。”“天子天才已善吟，那堪二相更同心。直饒萬國猶難敵，一智寧當三智深。”二相就是宰相杜防、劉六符。後天安節，思孝題松鶴圖：“千載鶴棲萬歲松，霜翎一點碧枝中。四時有變此無變，願與吾皇聖壽同。”重熙十七年（1048年），他至覺華島海雲寺，住持縉雲山。文集称之为海山文集。著有大华严经玄谈钞逐难科一卷、修慈分疏二卷、略钞一卷、科一卷。